# Galassia Nana della Fenice
La galassia nana della Fenice è una galassia nana irregolare che si trova a circa 1,44 milioni di anni luce da noi, nella costellazione della Fenice. Fa parte del gruppo locale.

## Storia delle osservazioni
La galassia nana della Fenice è stata scoperta nel 1976 da Hans-Emil Schuster e Richard Martin West che la scambiarono per un ammasso globulare.

La sua vera natura galattica è stata individuata nel 1977 da R. Canterna e P.J. Flower dell'Università di Washington.

## Caratteristiche
La galassia nana della Fenice possiede una parte interna, che si estende in direzione est-ovest, composta principalmente da stelle giovani, e una parte esterna composta principalmente da stelle vecchie che si estende in direzione nord-sud.

Il tasso di formazione stellare nella regione centrale sembra che sia abbastanza costante nel tempo (David Martinez-Delgado et al. 1999).

Nel 1999 Julie St-Germain et al. hanno scoperto una regione HI di circa 105 masse solari appena a ovest della galassia. La velocità radiale di quella regione è -23 km/s e potrebbe essere fisicamente legata alla galassia.